# STS-77
STS-77 (ang. Space Transportation System) – jedenasta, dziesięciodniowa misja amerykańskiego wahadłowca Endeavour i siedemdziesiąta siódma programu lotów wahadłowców.

## Załoga
źródło
- John Casper (4)* – dowódca
- Curtis Brown (3) – pilot
- Daniel Bursch (3) – specjalista misji 2
- Mario Runco (3) – specjalista misji 3
- Marc Garneau (2) – specjalista misji 4 (CSA, Kanada)
- Andy Thomas (1) – specjalista misji 1

*(liczba w nawiasie oznacza liczbę lotów odbytych przez każdego z astronautów)

## Parametry misji
- Masa:
  - startowa orbitera: 115 456 kg[1]
  - lądującego orbitera: 100 415 kg[1]
  - ładunku: 12 233 kg[1]
- Perygeum: 278 km[4]
- Apogeum: 287 km[4]
- Inklinacja: 39,0°[4]
- Okres orbitalny: 90,1 min[4]

## Cel misji
źródło
Lot z laboratorium Spacehab-LSM oraz umieszczenie na orbicie, a następnie przechwycenie satelity Spartan-207. Satelita Spartan (Shuttle Pointed Autonomous Research Tool for Astronomy) rozłożył na orbicie nadmuchiwaną antenę paraboliczną. Do umieszczenia satelity na orbicie wystarczał manipulator promu, a spacer kosmiczny nie był konieczny.